# Kenneth Slessor
Kenneth Slessor, né le 27 mars 1901 à Orange dans l'État de Nouvelle-Galles du Sud et mort le 30 juin 1971 , est un poète australien.

## Biographie
Il fut journaliste de presse écrite principalement pour le Sydney Sun, et fut correspondant de guerre pendant la Seconde Guerre mondiale. Dans le même temps, il acquit la célébrité comme l'un des principaux poètes australiens qui intégra dans la poésie australienne les influences modernistes.
Il est décédé le 30 juin 1971 à Sydney d'un infarctus du myocarde.
Son poème le plus connu reste Five Bells (Cinq cloches) qui a trait au port de Sydney. Un autre poème célèbre est Beach Burial (Enterrement sur la plage), hommage aux troupes australiennes qui combattirent durant la Seconde Guerre mondiale.
Slessor était l'ami d'Hugh McCrae, de Norman Lindsay et de son frère Jack.

## Poésie
Derniers vers de Beach Burial :
Dead seamen, gone in search of the same landfall,
Whether as enemies they fought,
Or fought with us, or neither; the sand joins them together,
Enlisted on the other front.
Marins morts, partis à la recherche du même débarquement,
Ou bien ils ont combattu comme ennemis,
Ou bien ont combattu avec nous, ou ni l'un ni l'autre; le sable les a réunis,
Engagés sur l'autre front."

## Œuvres
- (en) Country Towns, 1920
- (en) Earth Visitors, 1926
- (en) A Bushranger, 1930
- (en) Cuckooz Contrey, 1932
- (en) Five Bells, 1939
- (en) Beach Burial, 1944
- (en) One Hundred Poems, 1944
- (en) Poems, 1957